# Иоахимсталер, Антон
Антон Иоа́химсталер (нем. Anton Joachimsthaler; род. 1930[…], Врхлаби, Трутнов) — немецкий историк. Известен благодаря исследованиям раннего периода жизни Адольфа Гитлера.

## Биография
Родился в Судетах. Изучал электротехнику в Мюнхенской высшей школе прикладных наук. С 1956 года работал на различных должностях на железной дороге. С 1969 года увлекался историей железнодорожного дела и новейшей историей. С 1970-х годов публиковал свои труды по истории, являлся консультантом на ZDF. Получил известность с работой «Корректура биографии», благодаря которой широкая общественность узнала о малоизвестных фактах из юности Гитлера.
Научные работы Антона Иоахимсталера о раннем периоде жизни Гитлера в Линце, Вене и Мюнхене считаются наиболее значимыми по этой теме наряду с исследованиями австрийского историка Бригитты Хаманн. В частности, Иоахимсталеру удалось опровергнуть десятилетиями устоявшееся утверждение о том, что Гитлер с молодости, ещё до Первой мировой войны, был отъявленным антисемитом. Иоахимсталер также изучал проект Гитлера по строительству ширококолейной железной дороги. Его работа по этой теме, впервые опубликованная в 1981 году, стала хрестоматийной.

## Труды
- Entwicklungsgeschichte der elektrischen Lokomotiven. In: 100 Jahre elektrische Eisenbahn. Keller Verlag, Starnberg 1980, ISBN 3-7808-0125-6.
- Bundesbahn-Ausbesserungswerk München-Freimann. Geschichte, Menschen, Fahrzeuge 1925—1985. Bundesbahn-Ausbesserungswerk München-Freimann, München 1985.
- Die Breitspurbahn: Das Projekt zur Erschließung des groß-europäischen Raumes 1942—1945. Verlag Herbig, München 1985, ISBN 3-7766-1352-1.
- Korrektur einer Biografie. Adolf Hitler 1908—1920. München 1989.
- Hitlers Weg begann in München. 1913—1923. München 2000, ISBN 3-7766-2155-9.
- Hitlers Liste. Ein Dokument persönlicher Beziehungen. München 2003.
- Hitlers Ende. München 2004.
- München — Hauptstadt der Bewegung. München.
- Иоахимсталер А. Смерть Адольфа Гитлера. Легенды и документы / пер. с нем. — М.: АСТ, 2006. — С. 457—483. — 526 с. — (Историческая библиотека). — 2500 экз. — ISBN 5-17-034584-4.